# Манастир Светог архангела Гаврила (Земун)
Манастир Светог архангела Гаврила у Земуну је манастир Београдско-карловачке митрополије Српске православне цркве из 18. века.

## Историја
Црква је подигнута у 18. веку, на месту некадашње црквице од дасака, у земунском градском парку. Саградио ју је земунски трговац Теодор Тоша Апостоловић 1786. године.
Изграђена је у барокном стилу. Звоник је двоспратан с тим што је други спрат дозидан 1840. године, која је и означена крупним рељефним бројкама на фасади.
Контумацку капелу Св. арханђела Михаила и Гаврила подигао је 1786. године земунски трговац Теодор –Тоша Апостоловић. И служила је за верске обреде православних путника који су из Турске прелазили у Аустроугарску а морали извесно време да проведу у карантину (Контумацу). После расформирања контумца, црква је изгубила значај да би се двадесетих година двадесетог века доласком значајног броја руских избеглица црква активирала и све до краја Другог светског рата служила као руска црква. У другој половини двадесетог века је била сасвим запуштена. Године 1981, запуштену цркву је преузео тадашњи јеромонах (садашњи епископ) Филарет. Под његовом бригом, црква је била обновљена, међутим, фреске из времена њене изградње су уништене. Данас је црква активна и представља један од само два сачувана објекта некадашњег Контумаца, важне привредне и санитарне установе Старог језгра Земуна, основане још 1730. године.
Након Првог светског рата и Октобарске револуције, Српска православна црква уступила је ову цркву руској емиграцији у Србији. Нестанком руске емиграције, црква се враћа Српској православној цркви. Црква је стављена под заштиту 17. маја 1966. године као споменик културе. Обновљена је 1986. године. 
Одлуком Светог архијерејског синода Српске православне цркве 6. марта 1990. године постаје женски манастир Светог Архангела Гаврила.

## Опис
Капела је барокна грађевина са основом дуплог крста, полукружном апсидом и двоспратним звоником. У диспозицији просторија, диригованој контумацким режимом, издвајају се нише, резервисане за путнике који су издржавали карантин. Но и поред тога, карактеристична је њена сличност са црквама Рашке школе, што указује на неговање традиција српске средњовековне архитектуре у областима преко Саве и Дунава. Главни брод засведен је плитким полубачвастим сводом, док је у апсиди свод полуобличасти и сегментаст. Звоник по основном типу одговара звоницима војвођанских цркава 18. века. Иконостас у радили познати земунски сликари Димитрије Братоглић и Константин Лекић. 

## Галерија
- Црква
- Црква
- Православна (лево) и католичка црква (десно)
- Унутрашњост цркве
- Унутрашњост цркве
- Унутрашњост цркве
- Споменик захвалности јерменског народа - крст
- Споменик захвалности јерменског народа - јерменски крст
- Табла о јерменском крсту
- Контумацка капела Св. арханђела Михаила и Гаврила